# 砂村新左衛門
砂村 新左衛門（すなむら しんざえもん、慶長6年（1601年）頃 - 寛文7年12月15日（1668年1月28日））は江戸時代前期の農民、土木技術者。数多くの新田開発を主導したことで知られる。

## 略歴
新左衛門は越前国（現・福井県）の砂畑を開拓して新村（現・鯖江市新町）とした福岡新兵衛家の（新村近くの落合の）分家の出と伝わる。若い頃から壮年まで越前国三国湊（現・坂井市）で土木事業に携わる傍ら、新田開拓の技術を習得し、全国各地に赴いた。大坂（摂津国）の上福島（現・大阪市福島区）での新田開拓を経て、関東に進出した。
三国にいる頃から相模国三浦郡（現・横須賀市）の内川入海の開拓を進めていたが、明暦の大火の後、江戸近隣にある葛飾郡の宝六島（現・江東区）において新田開拓（宝六島新畠、後の砂村新田）を行うとともに、平行して三浦新田（後の内川新田）の開発を行い、また同時期に吉田勘兵衛が再着手して推進していた武蔵国久良岐郡（現・横浜市）野毛新田（後の吉田新田）の開発において技術面で協力した。

## 生年と没年について
生年月日に関する記録は残っていない。
生年に関しても寛文6年（1666年）に書かれた新左衛門の遺訓の写しである「砂村先祖伝書写」（横須賀市の久里浜天神社所蔵）に「私年六十六歳」という記載があるのみである。
没年月日に関しては正業寺（横須賀市）の新左衛門墓碑、過去帳に記載されており、かなり確実である。毎年の命日には正業寺で「新左衛門祭（法要）」が執り行われている。

## 家族と子孫について
福岡家の言い伝えや年齢等から推定すると、新左衛門の父は福岡新兵衛の弟、福岡新左衛門と思われるが証拠はない。砂村の姓は越前の福井藩主松平忠昌から賜った可能性があるが、これも証拠はない。
妻はいたが、嫡子が生まれ育ったという記録はない。三国に妾がいて（三国を出るとき、そこの事業を任せた）
倅がいたという言い伝えがある。砂畑の出身であることや妾の倅のことは福井藩の非公式代々記である「片聾記」に記載されている。
兄弟としてはっきり記録に残るのは三郎兵衛と新右衛門の二人である（正業寺過去帳）。三郎兵衛は上福島の新田を任され子孫（太兵衛家）も上福島に続いたものと推定される。新右衛門は砂村新田で亡くなったが、妻帯していたという記録がなく子孫はいない。
新左衛門の指導の下、砂村新田を開拓した新四郎および内川新田を開拓した新三郎の二人と新左衛門の関係について明確な記録はない。新三郎は隠居して三郎兵衛を名乗っていることから三郎兵衛の子であると思われるが、新四郎に関しては手掛かりがない（三郎兵衛の庶子、新左衛門の末弟、新左衛門の庶子またはその夫などの候補はあるが）。。
新左衛門の遺産（主として砂村新田と内川新田）を平等に相続した新四郎、新三郎はそれぞれ二代目であり、新左衛門の養子であったと推定される。二代目新四郎、新三郎は内川新田で二組の名主となって代々続いた。後に新四郎家は浦賀の宮井家（与兵衛）に買収され、新三郎家は善六という者が砂村家を継いだ。砂村新田では新四郎家傍系の金三郎家が、上福島では三郎兵衛の子孫である太兵衛家がそれぞれ明治維新まで代々名主を務めた。

## 砂村新田について
砂村新田は砂村新左衛門主導の下、砂村新四郎らが江戸時代初期の万治年間に開発した。新左衛門の弟、新右衛門が新四郎を補佐したと思われる。その後、新四郎の子孫（金三郎家）が砂村新田の名主を長く（明治維新の名主制度廃止まで）務め、新四郎のみの名前が言い伝えられたため、『新編武蔵風土記稿』では「新四郎が開発」と記述されたが、今では開発主導者は新左衛門であるとの説が定着している。
砂村新田の範囲については正確な伝承が乏しく、変動がある。しかし概ね北は砂村境川（今は清洲橋通り）、南は海（今は夢の島などの埋立地）、東は中川（今は荒川）、西は十間川（今は横十間川）で囲まれる四辺形が基本的な範囲（但し、北東側は同時期開発の八郎右衛門新田で、南西側は後に平井新田に、北西側の一部は永代新田飛び地になった）である。現在の地名としては江東区の「南砂」全域と「東砂」の一部が該当する。北西側は三角州のような形状になっているので、この辺りを基点に干拓が行われたものと思われる。この辺りの小高い洲が宝六島と呼ばれていたことから、新左衛門はこの新田に「宝六島新畠」と名づけたが、その死後は江戸時代を通して「砂村新田」という村名で呼ばれた。その後明治22年（1890年）の市制町村制施行に伴い東京府南葛飾郡砂村大字砂村新田となった。砂村には周辺の新田が含まれ、いずれも大字で新田名称（八右衛門新田、大塚新田など）が残った。その後砂村は砂町になり、さらに砂町は、北砂、南砂、東砂、新砂に分割され現在に至っている。北砂の多くと東砂の一部は砂村新田以前に開拓されたところで、新砂は近代になってから埋め立てられたところである。砂村新田の字には五十軒・金森・西横川・元〆・小田原・立野・八幡・六十軒・大野・海面・弾正・松浦という昔からの呼称が充てられた。
最初の検地は万治2年（1659年）で高434石と伝わる。延宝5年（1677年）の関東郡代伊奈半十郎の裁定によって新四郎家と新三郎家が二等分して相続することが確定した（二代目の時代）。しかし新四郎家はその後、内川新田に移り住んだので、名主は新四郎家の子孫金三郎家等が継いだ。既にその時点でも砂村新田の多くの土地は大名旗本などの屋敷として譲渡されていて、その後も譲渡は続いたと思われ、砂村家が所有する村というわけではなかった（一方、内川新田は新四郎家・新三郎家子孫が村全体を所有し、吉田新田は勘兵衛の子孫が村全体を所有することが長らく続いた）。江戸時代後期には砂村新田に北組・青地組・南組に分けられていた。複数名主だったのか名主の下に組頭がいたのかは不明である。当初は二組だったはずで。黄地組がいつの時期かに南北に分割された可能性がある。延宝5年の裁定書では地図が色分けされており、「黄地の方は新四郎、青地の方は新三郎が受け取るべく申し渡す」などと書かれている。
横十間川周辺の所属はかなりの変遷があった（たとえば永代新田の飛び地になった）が、経緯は不明である。この永代新田の飛び地部分が字新左衛門と呼ばれていて興味深いが由緒などは明らかでない。
富岡八幡宮（深川八幡）の旧地に新左衛門が勧請した八幡（現在の富賀岡八幡宮）の辺りは江戸時代に「元はちまん」と呼ばれる景勝地で、初期開発時にはこの辺り東西に塩除堤（土手）が築かれた。その外の洲にも杭が打たれて砂村新田の範囲であるとされていたが、土手の外は実質的には海水が入ってくる未開地であった。その後（元禄年間）には土手の南側に官製の土手が築かれ、平井新田などの再開発が進んだ。

## 内川新田について
内川新田は江戸時代初期に砂村新左衛門主導の下、砂村新三郎が（後に新三郎家の番頭を務める久兵衛らと共に）開発した。三国に本拠を置いていた寛永年間の頃から開発あるいは開発準備を進めていた可能性がある。寛永年間には新左衛門は内川の入海の海岸（八幡久里浜村）に廃寺であった正業寺を中興している。中興開山は芝増上寺の21世上人業誉還無の名を借りていて、福井藩主松平忠昌から厚い信頼を得ていたことが窺われる。本格的な開発は万治年間のことで最初の検地は万治3年（1660年）高は360石余で、このとき一応の完成を見たようである。その年、上福島の上ノ天神（現在の福島天満宮）から菅原道真公の分霊を勧請して天神社（現在の久里浜天神社）を作った。内川新田は当時の呼称八幡原新畠と内川入海新田を併せた新田で、その後内川砂村新田と呼ばれ、さらにその後内川新田という村になった。当時森崎、佐原の辺りから南東の江戸湾（現在の東京湾）までは入海になっていて内川入海と呼ばれていた。下流部（八幡原新畠）は土手を築くだけで比較的容易に完成したらしく、この辺りに新三郎家（後には新四郎家も）の屋敷や使用人の住居が構えられた。上流部は浦賀から野比につながる道の橋があった辺りに樋で堰き止め、入海を田畑と川（現在の平作川）にすることによって新田（内川入海新畠）とした。
しかし樋門（現在の夫婦橋の少し上流）は大雨などでたびたび壊され、なかなか完成には至らなかった。新左衛門は亡くなる9ヶ月前の春、樋門の近くに笠塔婆型の石碑を建てて、安楽を祈った。検地から8年後の石碑が建てられたとき寛文7年（1667年）3月を内川新田完成の時とする説もある。しかし、この上流部のほとんどは明治時代までずっと耕作に適した土地にはならなかった。延宝7年（1679年）には走水奉行大岡次郎兵衛の裁定によって新四郎家と新三郎家が等しく内川新田を相続し、その後新四郎家と新三郎家が内川新田二組の名主となって続いた。しかしその後の内川新田の経営は困難を極め、江戸時代後期には両家とも衰退し絶家に至っている。新四郎家分は浦賀の干鰯商宮原屋与右衛門が買収して継ぎ、与兵衛（与右衛門の隠居名）が名主を務め、新三郎家は熊谷から来た善六が砂村血縁の女を娶ることによって砂村家を再興した。その後、内川新田は与兵衛組・善六組の二組体制となった。
内川新田の範囲は今の平作川下流域（森崎の先から湾口まで）の平地部分で、今の横須賀市内川1,2丁目、内川新田、久里浜一・四・五丁目の大部分、久里浜六丁目の一部および舟倉の一部などである。夫婦橋から下流部は大正時代までは入江（内川の入江）になっていて、関東大震災の隆起の後埋め立てられたものである。字としては二軒家下・意休・一ノ割・池田下・牛島・ニノ割・吉井下・大川通・火出下・中土手・子ノ神・船蔵下・観音堂・庚申下・塩場・明浜・砂間・松原があった。砂間と松原に挟まれた丸畑と呼ばれる場所は八幡久里浜村の飛び地で内川新田ができる前から耕作されていた。